# Nationalversammlung (Venezuela)

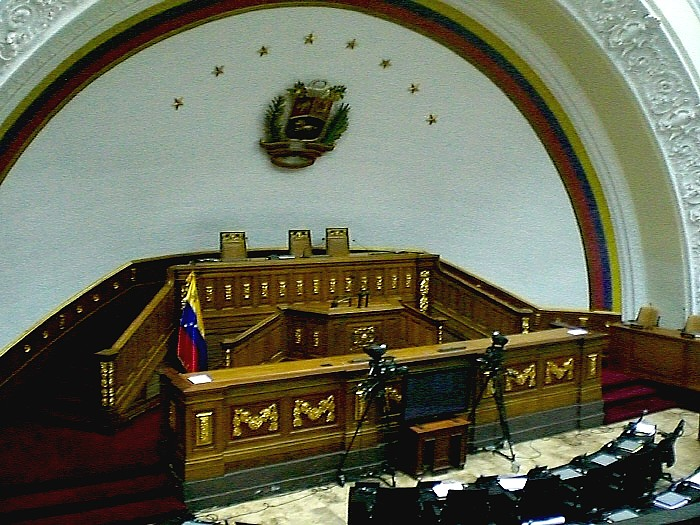
Plenarraum

Die Nationalversammlung von Venezuela (spanisch Asamblea Nacional) ist seit 1999 das Parlament in Venezuela und hat ihren Sitz im Palacio Federal Legislativo in Caracas.
In das Einkammersystem werden 277 Abgeordnete (diputados) für fünf Jahre gewählt.
Präsident der Nationalversammlung ist seit Januar 2021 Jorge Rodríguez (PSUV).

## Parteien
Einen Überblick gibt die Liste politischer Parteien in Venezuela.

## Geschichte
Die heutige Nationalversammlung wurde mit der Bolivarischen Verfassung von 1999 eingeführt und löste das bisherige Zweikammernsystem ab. Seit der Verfassung von 1961 hatte sich der Kongress (Congreso) aus dem Senat und der Deputiertenkammer (Cámara de Diputados) zusammengesetzt.
Am 30. März 2017 entzog der Oberste Gerichtshof der Nationalversammlung die Kompetenzen und übertrug sie auf sich selbst. Das Urteil wurde damit begründet, dass die Nationalversammlung die Verfassung missachte und nicht mit anderen Staatsgewalten zusammenarbeite.
Die MUD-Mehrheit in der Nationalversammlung strebte seit Monaten eine Volksabstimmung über eine Amtsenthebung des sozialistischen Präsidenten Nicolás Maduro an. Das betroffene Parlament spricht von einem Staatsstreich und sieht Venezuela weiter in eine Diktatur abdriften. Parlamentspräsident Julio Borges erklärte nach der Gerichtsentscheidung, Präsident Maduro dürfe sich nicht über die Verfassung stellen und forderte das bisher zu Maduro stehende Militär auf, angesichts des „Verfassungsbruchs“ sein Schweigen zu brechen. Die Organisation Amerikanischer Staaten (OAS) und die Vereinigten Staaten verurteilten die Entmachtung des Parlaments.  OAS-Generalsekretär Luis Almagro sprach von einem „Putsch“, mit dem die Staatsführung die verfassungsmäßige Ordnung und die Demokratie aushebele.
Kurz darauf revidierte das Oberste Gericht die Entmachtung des Parlaments zunächst.
Am 18. August 2017 wurde das von der Opposition dominierte Parlament offiziell entmachtet. Die regierungstreue Verfassunggebende Versammlung nahm ein Dekret an, mit dem das Gremium die Aufgaben des Parlaments auf undefinierte Zeit übernahm. Damit verfügt das Parlament über keine Entscheidungsgewalt mehr. Gleichzeitig wurden Ermittlungen gegen Julio Borges und Freddy Guevara, Präsident und Vizepräsident des Parlaments, eingeleitet. Ihnen wurde vorgeworfen, Widerstand gegen Staatschef Maduro geleistet zu haben, indem sie sich als Kongressführung geweigert hatten, der „Verfassunggebenden Versammlung“ die Gefolgschaft zu schwören. Genau diese „Verfassungsgebende Versammlung“ beschloss einstimmig die Aufhebung der Immunität weiterer Mitglieder der Nationalversammlung. Im Dezember 2019 wurden nicht weniger als 20 Parlamentarier der Nationalversammlung wegen mutmaßlicher Delikte wie Landesverrat, Verschwörung oder Aufruf zur Rebellion juristisch verfolgt.
2021 übernahm die sozialistische PSUV-Partei von Präsident Maduro die Parlamentsmehrheit (siehe Parlamentswahl in Venezuela 2020).